# Stift Internationaal Muziekfestival

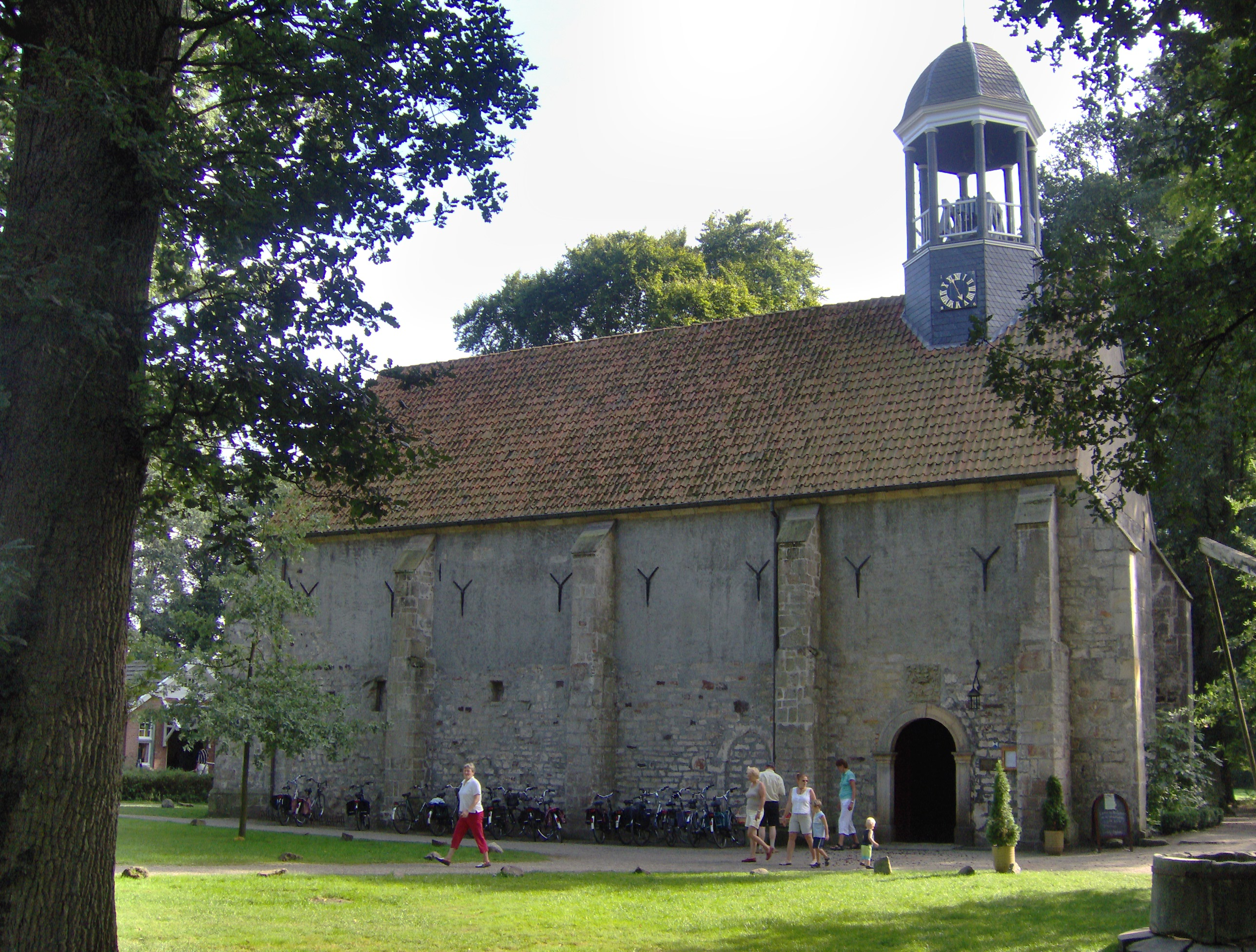
Stiftskerk

Het Stift Internationaal Muziekfestival is een jaarlijks terugkerend kamermuziekfestival in de regio Noordoost-Twente. Het festival werd opgericht in 2005 door Daniel Rowland. Het festival vloeide voort uit de stiftconcerten die in dat jaar voor de 60e keer werden gehouden. Het is vernoemd naar de plek waar het festival is ontstaan: Het Stift nabij Weerselo.
Sindsdien is het uitgegroeid tot een van de grootste kamermuziekfestivals van Nederland. Gedurende ruim een week treden circa veertig internationaal gerenommeerde musici op tijdens ongeveer dertig concerten, verspreid over een vijftiental locaties in de regio, waaronder historische gebouwen en landelijke erven.